# AD 2000-Regelwerk
Das AD 2000-Regelwerk ist ein deutsches Regelwerk für Druckbehälter und Rohrleitungen, das von den Verbänden der technischen Überwachungsvereine (TÜV) entwickelt wurde. Das Regelwerk legt Anforderungen an die Konstruktion, Herstellung, Prüfung und Abnahme von Druckbehältern und Rohrleitungen fest, die in Deutschland betrieben werden. Es ist ein wichtiges Regelwerk für die Sicherheit im Bereich des Druckgerätebaus und gilt als anerkannte Regel der Technik.
Das AD 2000-Regelwerk besteht aus verschiedenen Teilen, die sich mit unterschiedlichen Aspekten des Druckgerätebaus befassen. Ein wichtiger Bestandteil des Regelwerks ist die VdTÜV-Merkblattreihe, die sich mit der Konstruktion von Druckbehältern und Rohrleitungen befasst. Die AD 2000-Merkblätter enthalten Vorgaben für die Berechnung der Bauteile, die Werkstoffauswahl, die Herstellung und Prüfung der Druckbehälter und Rohrleitungen sowie die Anforderungen an die Abnahme durch die zuständigen TÜV.
Ein weiterer wichtiger Teil des AD 2000-Regelwerks ist die AD 2000-Regelung, die die Zulassung von Werkstoffen und Herstellverfahren regelt. Hersteller von Druckbehältern und Rohrleitungen müssen nachweisen, dass ihre Produkte den Anforderungen des AD 2000-Regelwerks entsprechen, indem sie eine Zulassung nach der AD 2000-Regelung beantragen.
Das AD 2000-Regelwerk hat auch eine wichtige Bedeutung für den internationalen Handel mit Druckgeräten. Es wird in vielen Ländern als anerkannte Regel der Technik angesehen und ist daher eine wichtige Voraussetzung für die Zulassung von Druckgeräten im Ausland. Darüber hinaus ist das AD 2000-Regelwerk auch Teil der europäischen Druckgeräterichtlinie, die die Anforderungen für Druckgeräte in der Europäischen Union festlegt.
Insgesamt ist das AD 2000-Regelwerk ein wichtiges Instrument für die Sicherheit im Bereich des Druckgerätebaus. Es bietet klare Vorgaben für die Konstruktion, Herstellung und Prüfung von Druckbehältern und Rohrleitungen und trägt damit dazu bei, die Risiken im Umgang mit diesen Geräten zu minimieren.

## Textfassung
- TÜV-Verband (Hrsg.): AD 2000-Regelwerk. Beuth Verlag, Berlin 2022, ISBN 978-3-410-30950-5